# 5月8日
5月8日（ごがつようか）は、グレゴリオ暦で年始から128日目（閏年では129日目）にあたり、年末まではあと237日ある。

## できごと

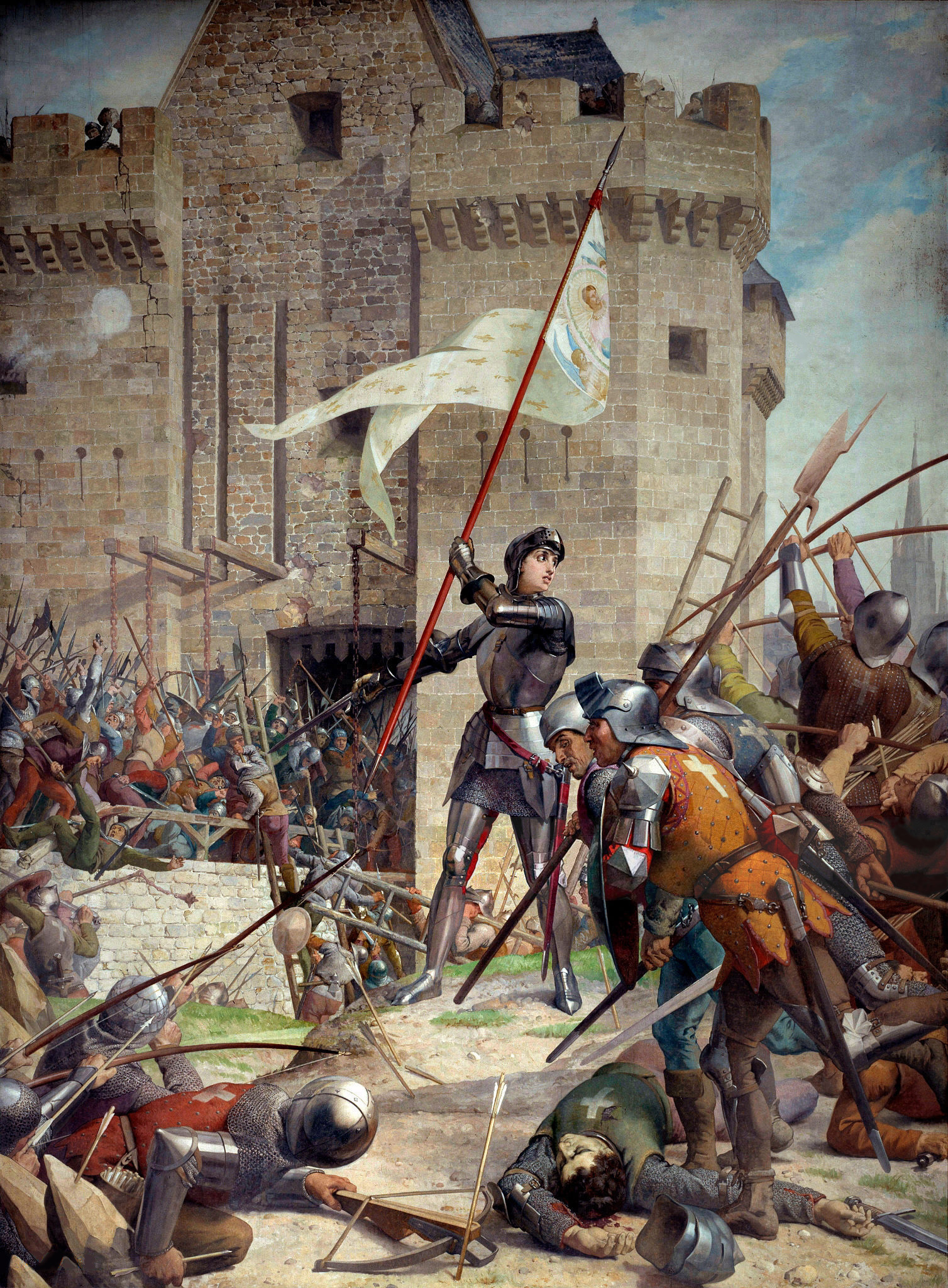
ジャンヌ・ダルクによるオルレアンの解放(1429)。画像はジュール＝ウジェーヌ・ルヌヴー画

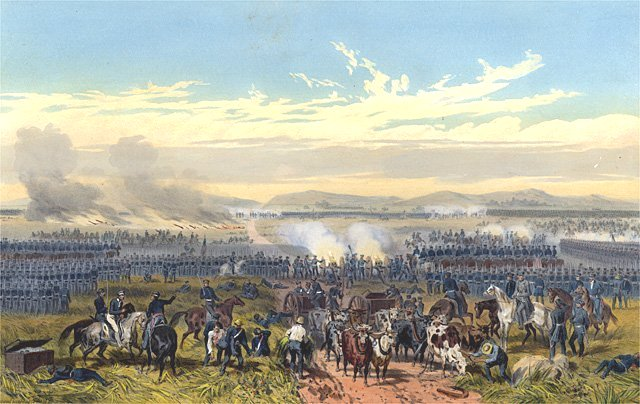
米墨戦争最初の主要な戦い、パロ・アルトの戦い(1846)

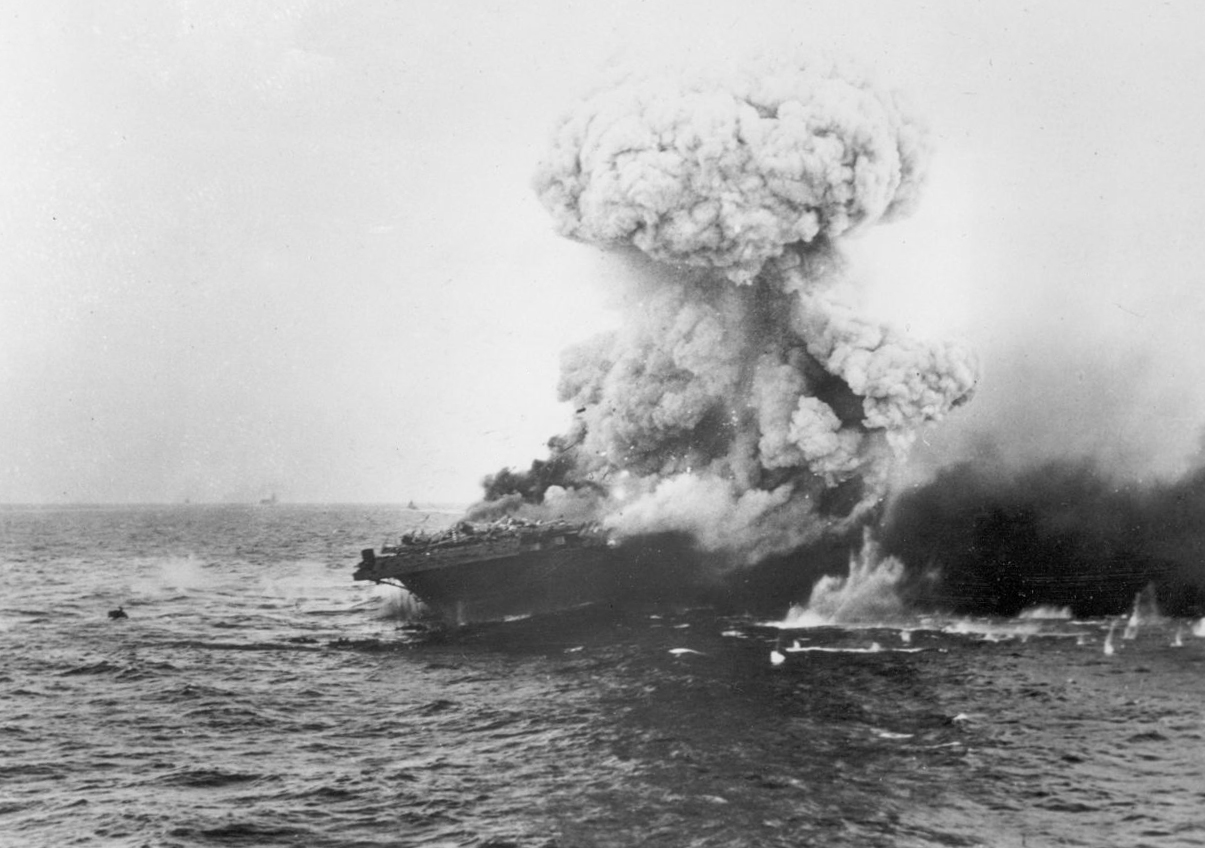
珊瑚海海戦(1942)。画像は爆発する空母レキシントン

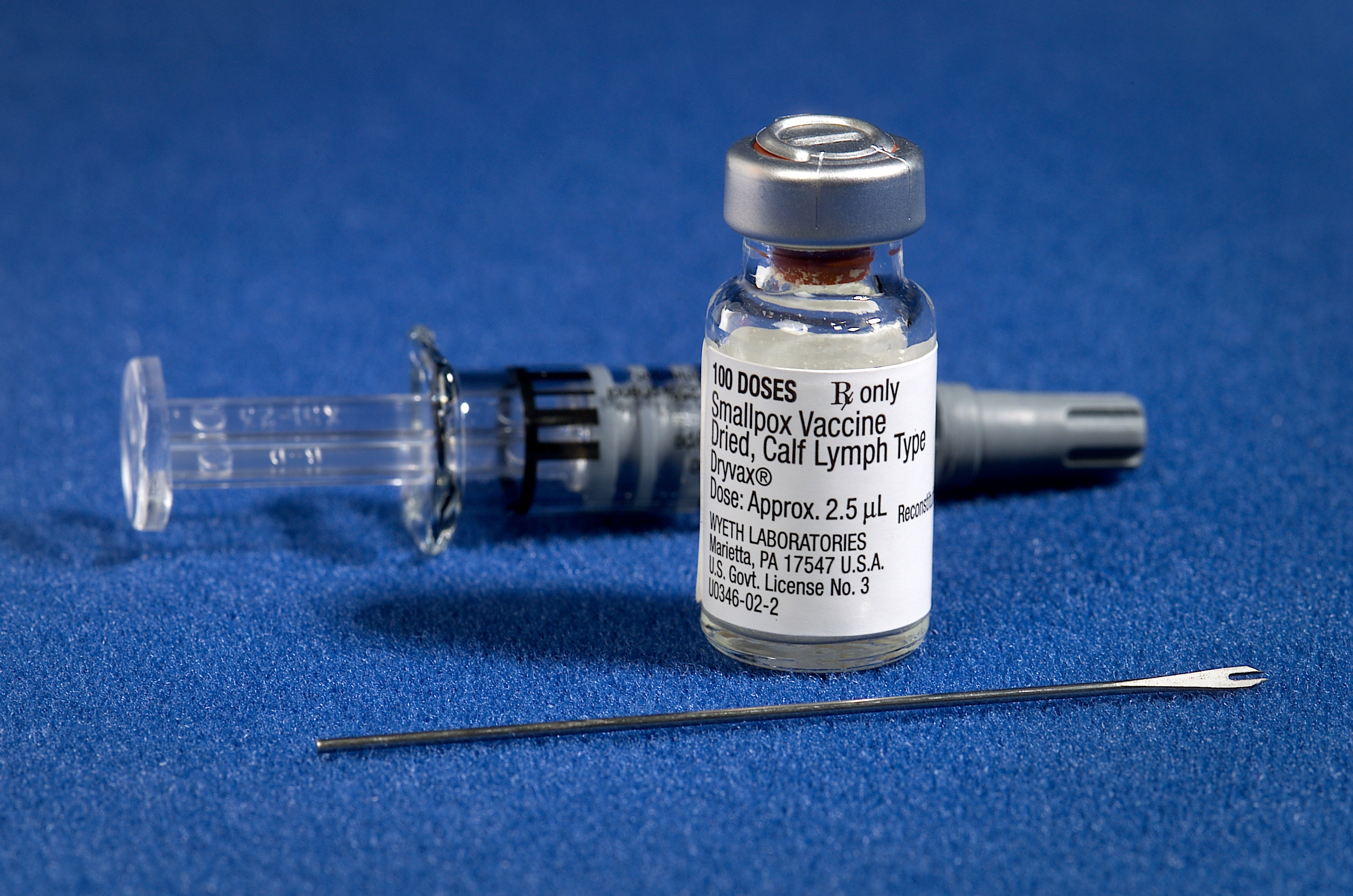
世界保健機関による天然痘の根絶宣言(1980)。画像は天然痘の予防接種キット

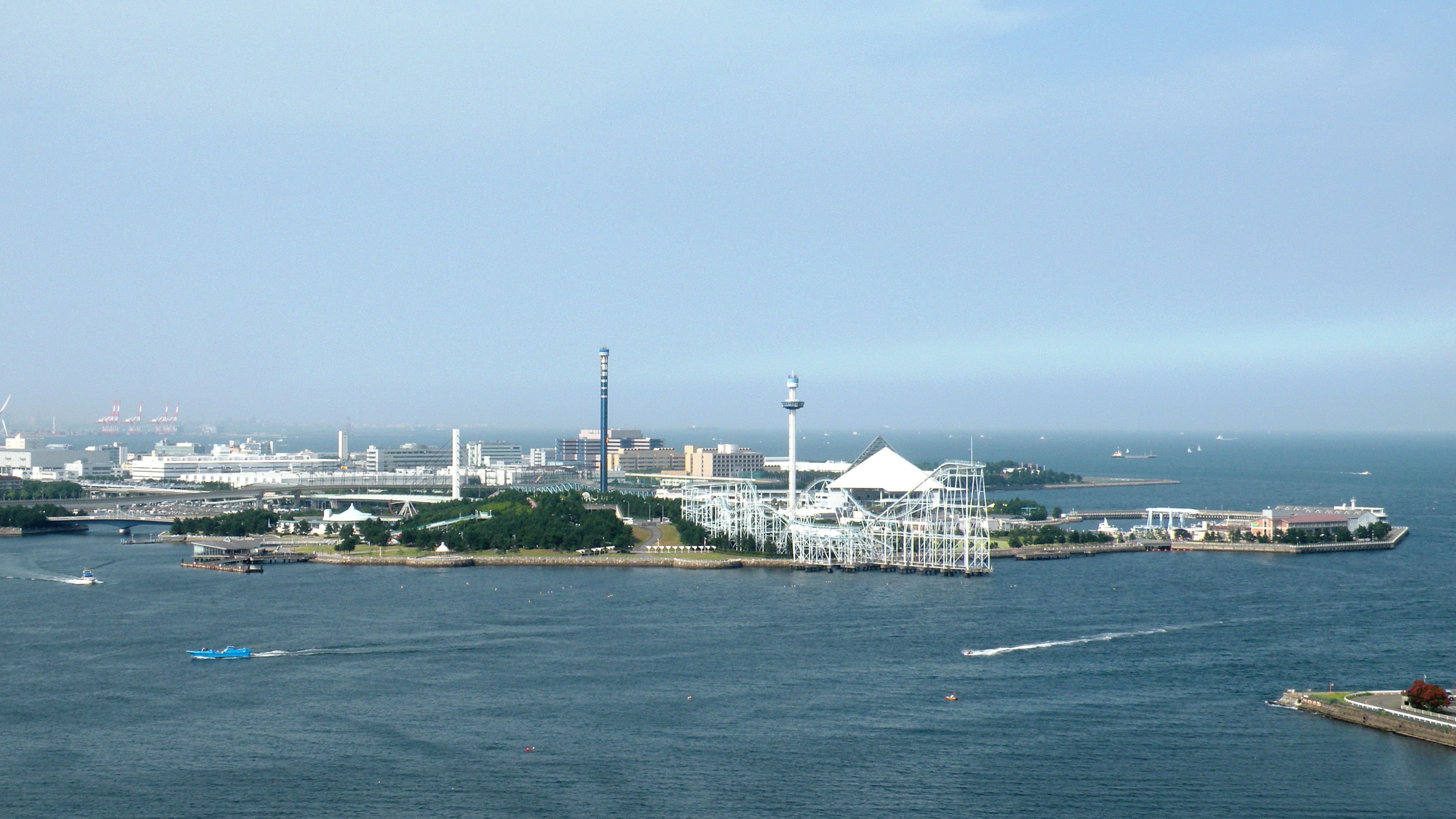
横浜・八景島シーパラダイスオープン(1993)

- 589年 - 西ゴート王レカレド1世が第3回トレド教会会議を招集。
- 730年（天平2年4月17日） - 光明皇后の発意により施薬院を設置。
- 1238年（暦仁元年3月23日） - 深沢の地で僧侶浄光の勧進により鎌倉高徳院の大仏堂（鎌倉大仏）の建立が開始される。
- 1429年 - オルレアン包囲戦: ジャンヌ・ダルク率いるフランス軍が、イギリス軍を撃破し、オルレアンを解放[1]。
- 1541年 - スペイン人探検家エルナンド・デ・ソトがヨーロッパ人で初めてミシシッピ川に到達。
- 1609年（慶長14年4月5日） - 琉球の尚寧王が薩摩藩に降伏。
- 1794年 - フランス革命: かつて徴税吏であった化学者アントワーヌ・ラヴォアジエに対し革命裁判所が死刑判決を下し、その日のうちにギロチンで処刑する。
- 1838年 - ロンドン労働者協会「人民憲章」を発表。イギリス全土でチャーチスト運動が始まった。
- 1846年 - 米墨戦争: パロ・アルトの戦い。
- 1847年（弘化4年3月24日） - 善光寺地震[2]。（推定）M7.4、死者8,000-1万2,000人。
- 1861年 - 南北戦争: リッチモンドがアメリカ連合国（南軍）の首都となる。
- 1865年（慶応元年4月8日） - 元号が元治から慶応に改元。
- 1872年（明治5年4月2日） - 文部省博物局が湯島の昌平坂学問所講堂跡に日本初の公共図書館である書籍館を開設。
- 1886年 - アメリカ・アトランタの薬剤師ジョン・ペンバートンがコカ・コーラの発売を開始。
- 1902年 - 西インド諸島のフランス領マルティニーク島のプレー火山が爆発し、火砕流でサンピエール市が全滅。死者は約32,000人に及ぶ。
- 1911年 - 文部省が『尋常小学唱歌』を刊行。
- 1911年 - 山形市で大火。1316戸焼失[3]。学校、病院、県庁、市役所ほか主要建造物にも被害。
- 1931年 - オーストリア最大の銀行クレディットアンシュタルトが国立銀行に前年度ベースで85％の資本が失われたことを通知。5月11日に取引が全面停止される。
- 1941年 - 東京条約が締結されタイ・フランス領インドシナ紛争が終結。
- 1942年 - 第二次世界大戦・珊瑚海海戦: ポートモレスビーを攻略しようとした日本海軍と連合国海軍の間で史上初の航空母艦同士の海戦が発生、日本側は連合国空母1隻撃沈、1隻大破の戦果を得るが上陸作戦中止。（海戦は戦術的勝利）
- 1942年 - 第二次世界大戦: 民間人1,300人以上が乗った客船大洋丸が米潜水艦の雷撃により沈没。
- 1944年 - アメリカ海軍の航空母艦「タイコンデロガ」が就役。
- 1945年 - 第二次世界大戦: 前日のドイツの降伏文書（英語版）調印を受け、ヨーロッパの西部戦線で停戦。（VEデイ、ヨーロッパ戦勝記念日）
- 1945年 - 第二次世界大戦: ベルリン郊外のカルルスホルストにてソ連のゲオルギー・ジューコフ将軍とドイツのヴィルヘルム・カイテル元帥が降伏文書に調印し、独ソ戦が終結。（ソ連による戦勝記念日は翌5月9日）
- 1954年 - アジアサッカー連盟設立。
- 1955年 - 東京都砂川町（現 立川市）で米軍立川基地の拡張反対総決起集会開催。砂川闘争が始まる。
- 1963年 - 南ベトナムのフエで仏旗掲揚禁止抗議デモに警察が発砲、8名の犠牲者を出し、仏教徒への弾圧はじまる。（仏教徒危機）
- 1968年 - 厚生省が富山県神通川のイタイイタイ病を公害病に認定。
- 1970年 - ビートルズの最後のアルバム『Let It Be』発売。
- 1977年 - 東山事件。 成田空港建設反対派と機動隊が衝突した際、三里塚芝山連合空港反対同盟の支援者が、機動隊が発射した催涙ガス弾の直撃を受け、2日後に死亡した。
- 1978年 - ラインホルト・メスナーとペーター・ハーベラー（英語版）が初のエベレスト無酸素登頂に成功[4]。
- 1980年 - 世界保健機関 (WHO) が天然痘の根絶宣言を行う。
- 1982年 - ジル・ヴィルヌーヴがF1ベルギーグランプリ予選で事故死。
- 1983年 - 青木茂らがサラリーマン新党を結成。
- 1984年 - ソ連が同年のロサンゼルスオリンピックへの不参加を表明。
- 1987年 - 俵万智の第一歌集『サラダ記念日』が発刊。285万部のベストセラーに。
- 1993年 - 横浜・八景島シーパラダイスオープン。
- 2001年 - 武富士弘前支店強盗殺人・放火事件発生。2002年3月4日容疑者逮捕。
- 2002年 - 北朝鮮亡命者が中国瀋陽にある日本国総領事館へ駆け込む事件が発生。
- 2019年 - 大津市園児死亡事故が発生。園児2人が死亡、園児職員合わせて16人が負傷[5]。
- 2022年 - 第48代コスタリカ大統領にロドリゴ・チャベス・ロブレスが就任。
- 2023年 - 厚生労働省が新型コロナウイルスの感染症の予防及び感染症の患者に対する医療に関する法律（感染症法）上の位置づけを新型インフルエンザ等感染症から季節性インフルエンザ等と同様の5類に変更。
- 2025年 - レオ14世がコンクラーベにより第267代ローマ教皇に選出される。

## 誕生日

### 人物

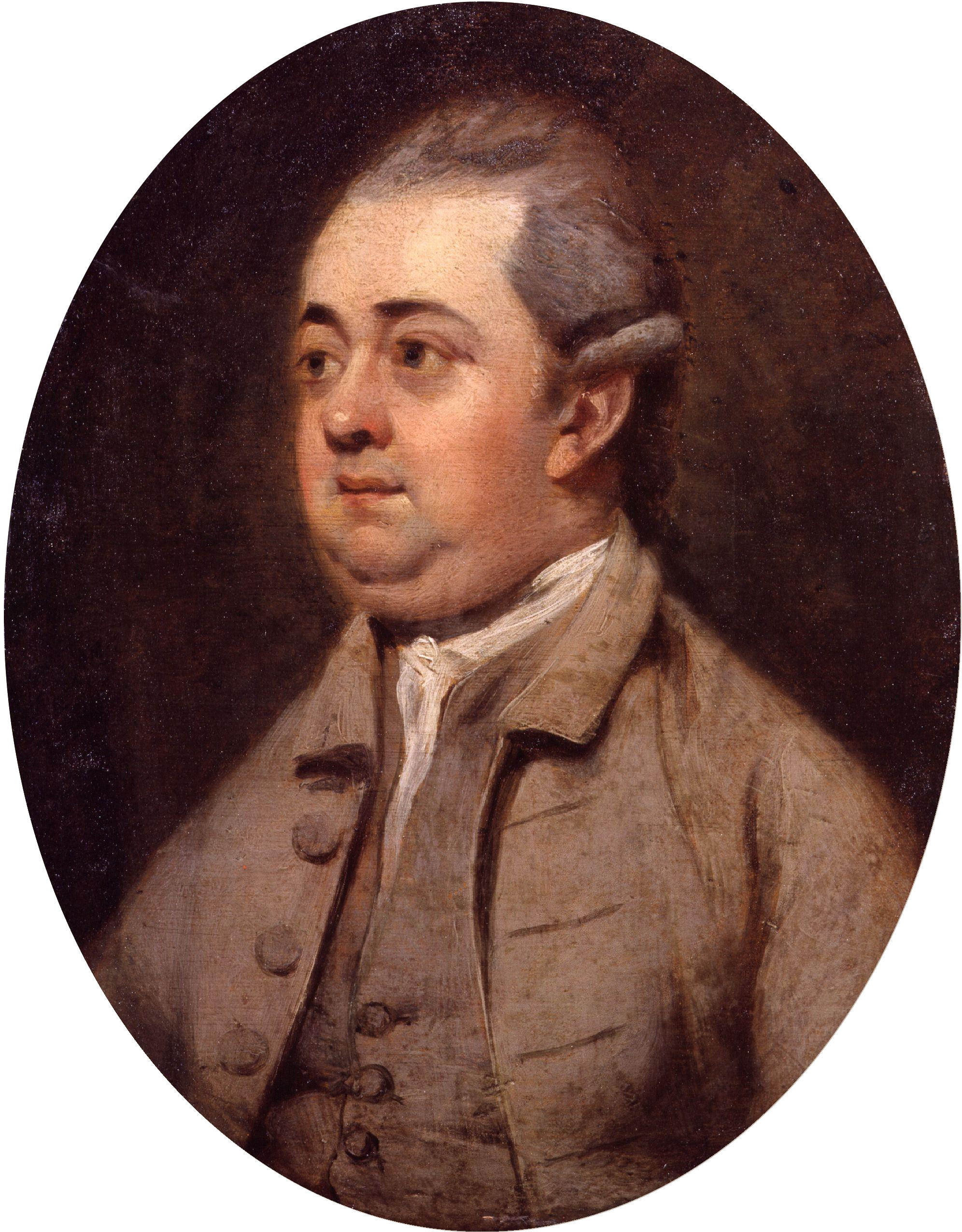
歴史家エドワード・ギボン(1737-1794)誕生

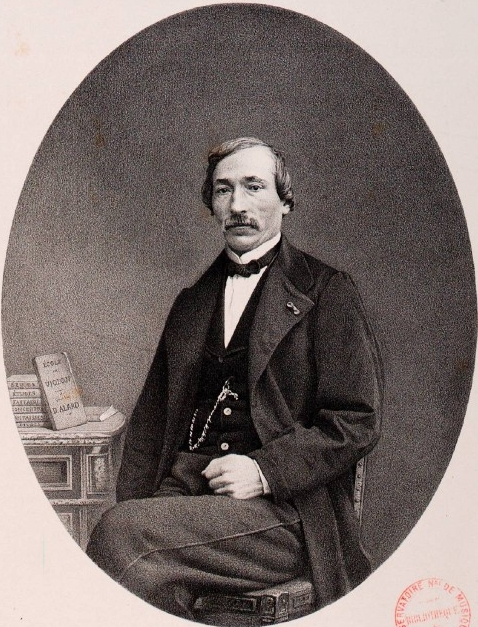
ヴァイオリニスト、ジャン・アラール(1815-1888)誕生

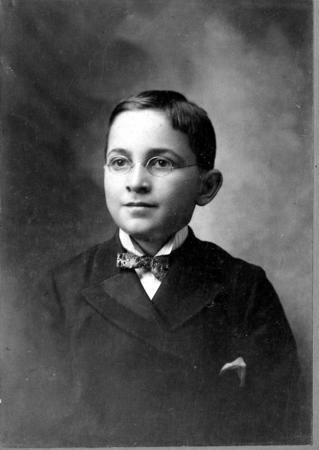
日本への原爆投下を承認した第33代アメリカ合衆国大統領、ハリー・S・トルーマン(1884-1972)誕生。

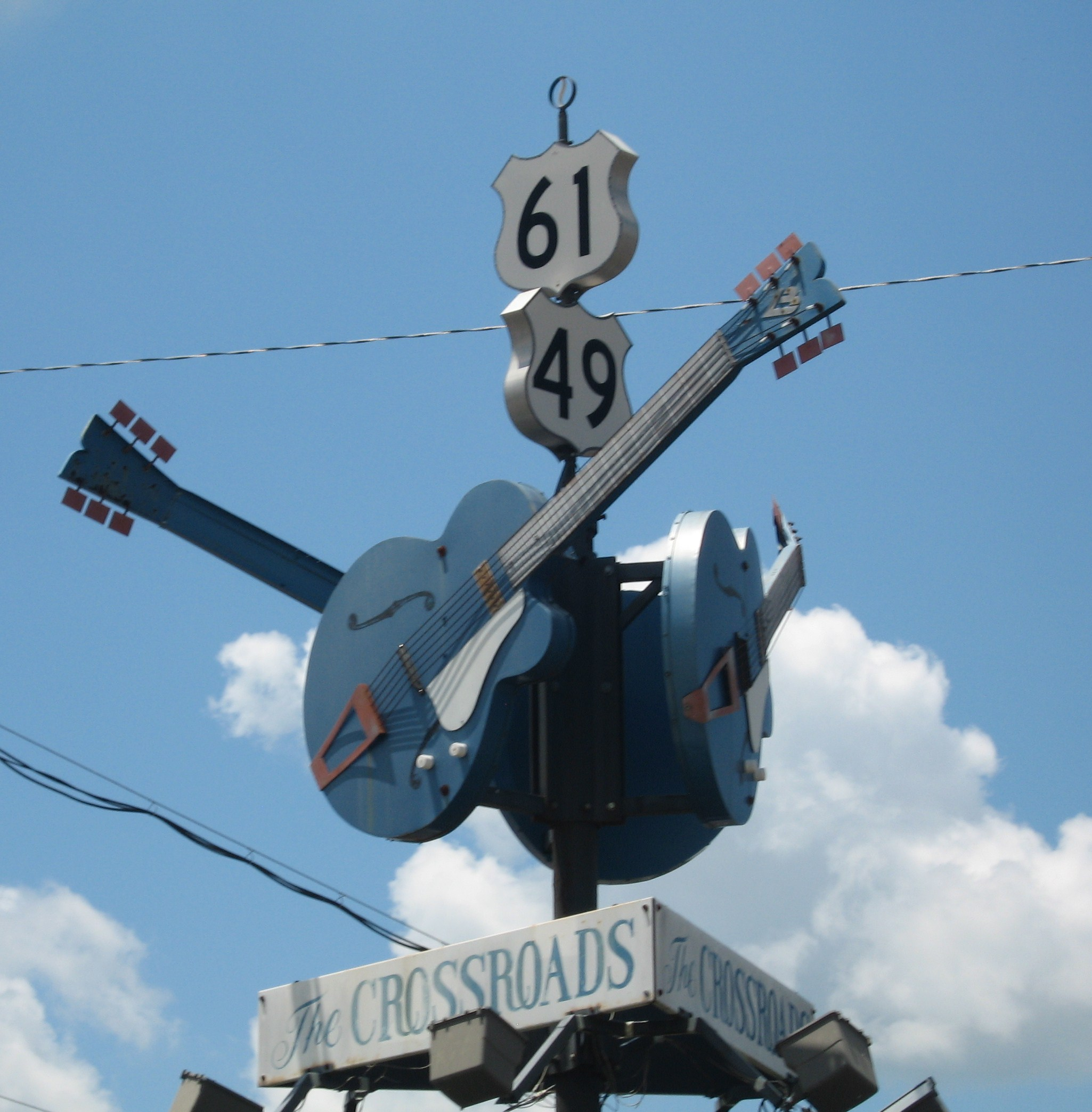
ブルースミュージシャン、ロバート・ジョンソン(1911-1938)。画像は 「Cross Road Blues」で歌われたルート61号と49号の交差点。

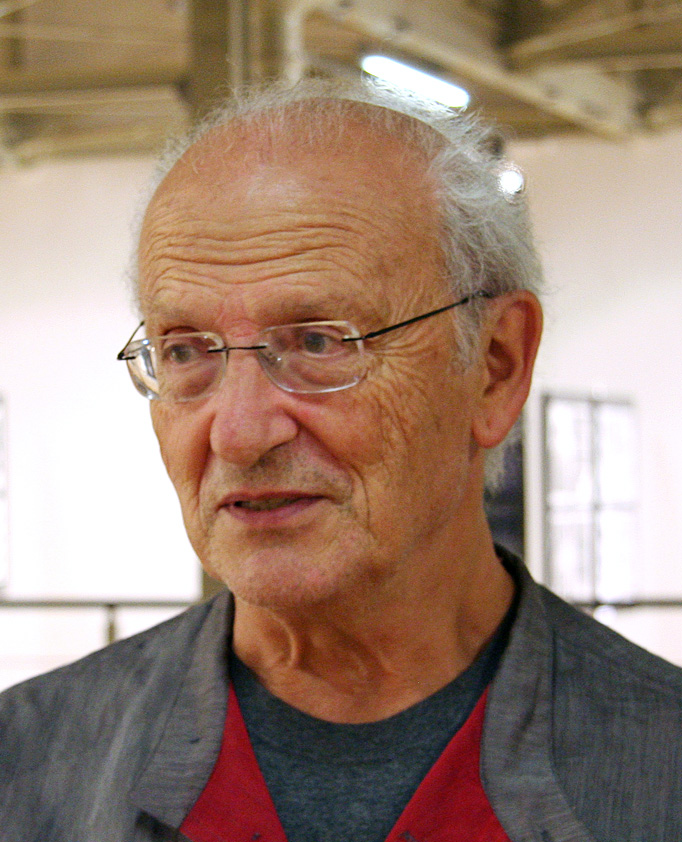
漫画家ジャン・ジロー(1938-2012)誕生。筆名「メビウス」

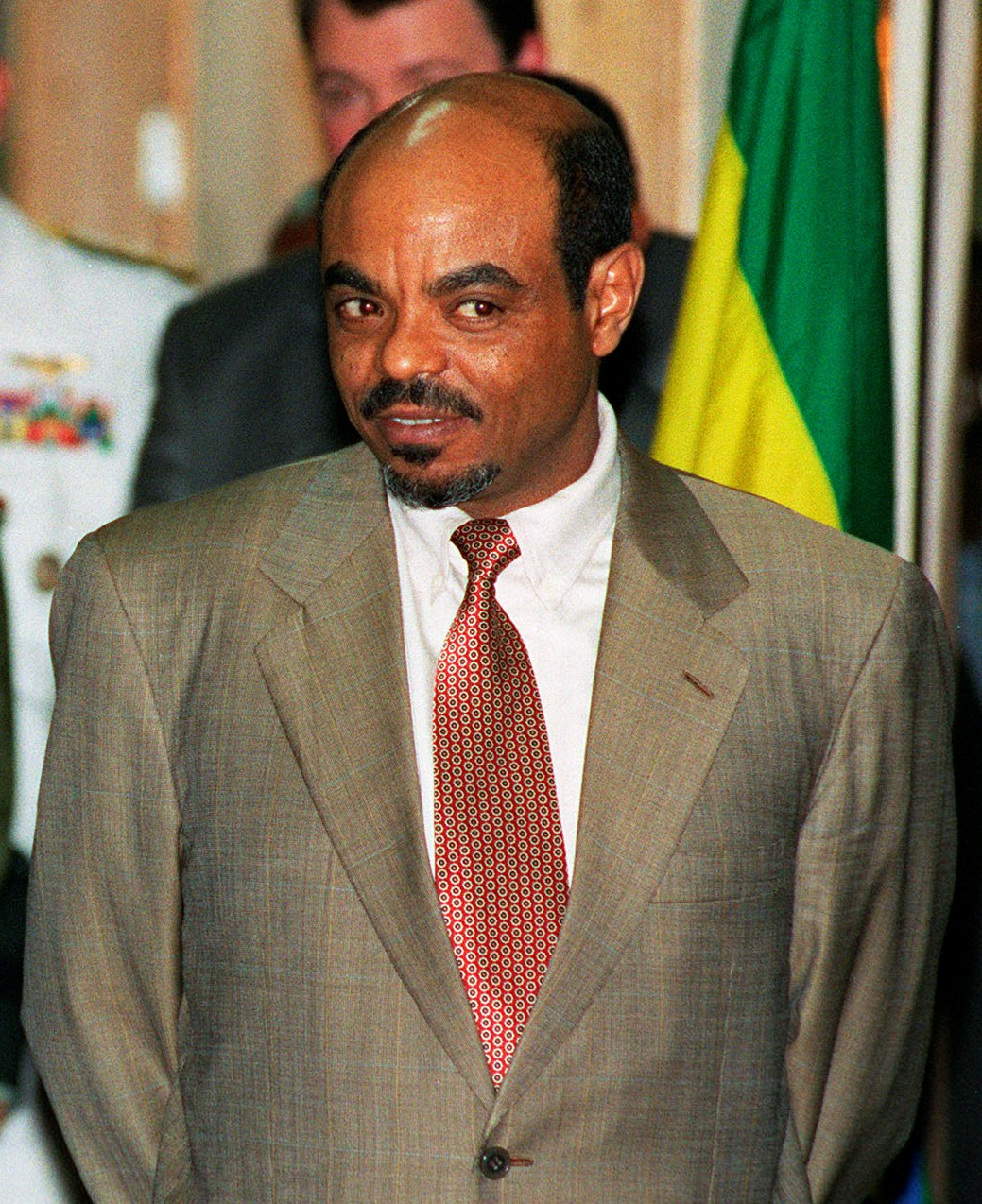
エチオピア首相、メレス・ゼナウィ(1955-2012)誕生。

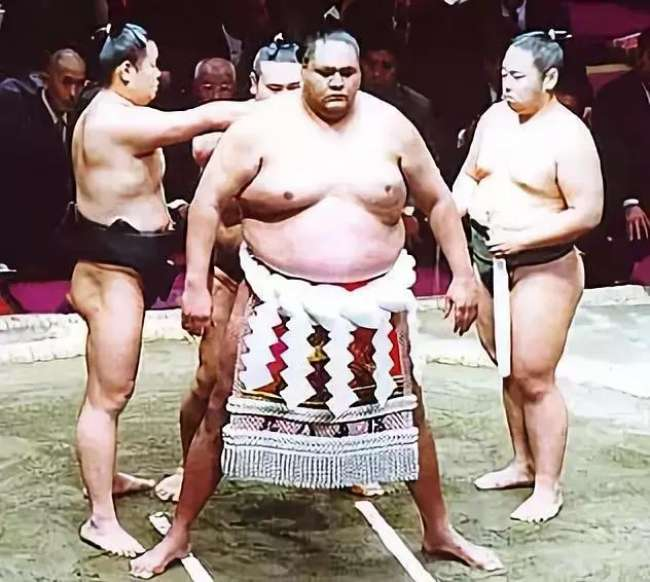
第64代横綱、曙太郎(1969-2024)誕生。

- 1587年 - ヴィットーリオ・アメデーオ1世、サヴォイア公（+ 1637年）
- 1610年（慶長15年3月15日） - 黒田長興、秋月藩初代藩主（+ 1665年）
- 1650年（慶安3年4月8日） - 岡部長泰、岸和田藩6代藩主（+ 1724年）
- 1737年（ユリウス暦4月27日） - エドワード・ギボン、歴史家（+ 1794年）
- 1745年（延享2年4月7日） - 平野長純、田原本領6代領主（+ 1810年）
- 1746年（延享3年3月18日） - 鍋島直寛、蓮池藩6代藩主（+ 1773年）
- 1753年 - ミゲル・イダルゴ、メキシコの独立運動指導者（+ 1811年）
- 1801年（享和元年3月26日） - 九鬼隆都、綾部藩9代藩主（+ 1882年）
- 1815年 - ジャン・アラール、ヴァイオリニスト（+ 1888年）
- 1824年 - ウィリアム・ウォーカー、軍人、冒険家（+ 1860年）
- 1828年 - アンリ・デュナン、赤十字社創設者（+ 1910年）
- 1829年 - ルイス・モロー・ゴットシャルク、作曲家、ピアニスト（+ 1869年）
- 1847年 - オスカー・ハマースタイン1世、興行主（+ 1919年）
- 1850年 - ロス・バーンズ、元プロ野球選手（+ 1915年）
- 1858年 - ダン・ブローザース、元プロ野球選手（+ 1932年）
- 1874年 - イネッサ・アルマンド、ソ連のコミンテルン活動家（+ 1920年）
- 1875年 - 三条公美、華族（+ 1914年）
- 1884年 - ハリー・S・トルーマン、政治家、第33代アメリカ合衆国大統領（+ 1972年）
- 1884年 - 何盛三、中国語学者、社会活動家、エスペランティスト（+ 1948年）
- 1886年 - 川﨑小虎、日本画家（+ 1977年）
- 1889年 - 太田哲三、会計学者、一橋大学名誉教授（+ 1970年）
- 1889年 - アーサー・カミング、フィギュアスケート選手（+ 1914年）
- 1892年 - スタニスラウ・ソサボフスキー、軍人（+ 1967年）
- 1893年 - エド・ローシュ、元プロ野球選手（+ 1988年）
- 1893年 - 岩切章太郎、実業家、宮崎交通創業者（+ 1985年）
- 1895年 - エドマンド・ウィルソン、作家、文芸評論家（+ 1972年）
- 1899年 - フリードリヒ・ハイエク、経済学者（+ 1992年）
- 1901年 - オットー・カイザー、フィギュアスケート選手（+ 1977年）
- 1902年 - アンドレ・ルヴォフ、微生物学者（+ 1994年）
- 1903年 - フェルナンデル、喜劇俳優、シャンソン歌手（+ 1971年）
- 1905年 - 谷信一、美術史家（+ 1991年）
- 1905年 - 武井龍三、俳優、殺陣師、映画プロデューサー（+ 1964年）
- 1905年 - 佐賀省三、俳人、政治家（+ 没年不詳）
- 1905年 - 松田昇、高校野球指導者（+ 1982年）
- 1906年 - ロベルト・ロッセリーニ、映画監督（+ 1977年）
- 1911年 - ロバート・ジョンソン、ミュージシャン（+ 1938年）
- 1912年 - 櫻内義雄、政治家（+ 2003年）
- 1914年 - 上田稔、政治家（+ 2011年）
- 1914年 - 浅井太郎、プロ野球選手（+ 没年不詳）
- 1919年 - レオン・フェスティンガー、心理学者（+ 1989年）
- 1920年 - ソール・バス、グラフィックデザイナー（+ 1996年）
- 1920年 - 河村章、元プロ野球選手
- 1922年 - 野本喜一郎、元プロ野球選手、高校野球指導者（+ 1986年）
- 1924年 - 小川修三、物理学者、名古屋大学名誉教授、広島大学名誉教授（+ 2005年）
- 1924年 - 大西民子、歌人（+ 1994年）
- 1925年 - アリ・ハッサン・ムウィニ、政治家、第2代タンザニア大統領（+ 2024年）
- 1926年 - デイビッド・アッテンボロー、動物学者、植物学者、作家
- 1928年 - 澁澤龍彦、フランス文学者、小説家（+ 1987年）
- 1928年 - 宗田理、小説家（+ 2024年）
- 1928年 - 臼井正明、俳優（+ 2016年）
- 1929年 - ミヨシ・ウメキ（ナンシー梅木）、ジャズ歌手、女優（+ 2007年）
- 1930年 - 宮脇陽三、教育学者、佛教大学名誉教授
- 1931年 - 伊藤喜栄、地理学者、慶應義塾大学名誉教授
- 1932年 - 神吉敬三、美術史家、上智大学名誉教授（+ 1996年）
- 1932年 - ソニー・リストン、プロボクサー（+ 1970年）
- 1934年 - 高坂正堯、国際政治学者（+ 1996年）
- 1934年 - 大塚安則、元プロ野球選手（+ 1991年）
- 1935年 - ジャッキー・チャールトン、元サッカー選手、指導者（+ 2020年）
- 1936年 - 小池一夫、漫画原作者、脚本家（+ 2019年）
- 1936年 - ジャン＝ポール・サヴィニャック、画家、映画監督
- 1937年 - 松浦三千男、元プロ野球選手
- 1937年 - トマス・ピンチョン、小説家
- 1937年 - アルト・ロペス、元プロ野球選手
- 1937年 - マイク・クェイヤー、元プロ野球選手（+ 2010年）
- 1938年 - ジャン・ジロー、漫画家（+ 2012年）
- 1939年 - 近衞忠煇、第14代日本赤十字社社長
- 1939年 - 高橋迪雄、動物生理学者
- 1939年 - 赤木圭一郎、俳優（+ 1961年）
- 1940年 - 佐々木有三、元プロ野球選手
- 1940年 - ピーター・ベンチリー、小説家（+ 2006年）
- 1941年 - 大笹吉雄、演劇評論家
- 1944年 - 家城比呂志、振付師
- 1944年 - 三田村統之、政治家
- 1945年 - キース・ジャレット、ピアニスト
- 1945年 - 安部憲幸、アナウンサー（+ 2017年）
- 1946年 - 勝浦修、将棋棋士
- 1946年 - 長谷川稀世、女優
- 1946年 - 田端謙二郎、元プロ野球選手
- 1947年 - ロバート・ホロビッツ、生物学者
- 1947年 - 細川匡、実業家、デリカウィング会長
- 1947年 - 山崎力、政治家（+ 2021年）
- 1947年 - 郡司明郎、コンピュータエンジニア
- 1950年 - 岡田勝、俳優、殺陣師、アクションコーディネーター
- 1950年 - 島田一の介、喜劇俳優
- 1951年 - 大村雅朗、作曲家、編曲家（+ 1997年）
- 1951年 - フィリップ・ベイリー、歌手（アース・ウィンド・アンド・ファイアー）
- 1953年 - アレックス・ヴァン・ヘイレン、ミュージシャン（ヴァン・ヘイレン）
- 1954年 - 吉川美代子、アナウンサー
- 1954年 - 松田直久、政治家、元三重県津市長
- 1955年 - メレス・ゼナウィ、政治家、エチオピア首相（+ 2012年）
- 1955年 - 村俊英、俳優
- 1956年 - 水谷修、教育者
- 1956年 - 望月卓也、元プロ野球選手
- 1956年 - 秋田拓士、実業家、近鉄百貨店社長
- 1956年 - 高橋佳生、歌手、タレント
- 1957年 - 福田重男、ジャズピアニスト
- 1957年 - かたせ梨乃、女優
- 1958年 - 村中秀人、元野球選手
- 1958年 - 山崎元、経済評論家（+ 2024年）
- 1958年 - 坪内祐三、文芸評論家（+ 2020年）
- 1959年 - 榊原郁恵、タレント
- 1959年 - 中原めいこ、シンガーソングライター
- 1960年 - 天童荒太、小説家
- 1960年 - フランコ・バレージ、元サッカー選手
- 1961年 - 田上明、プロレスラー、元大相撲力士
- 1962年 - オレステス・デストラーデ、元プロ野球選手
- 1962年 - てらそままさき、俳優、声優
- 1963年 - 池田貴族、ミュージシャン（+ 1999年）
- 1963年 - 新田純一、俳優、歌手
- 1963年 - ミシェル・ゴンドリー、映画監督
- 1964年 - デイヴ・ロウントゥリー、ミュージシャン（ブラー）
- 1964年 - 草場康郎、元プロ野球選手
- 1965年 - さくらももこ、漫画家、エッセイスト（+ 2018年）
- 1965年 - 東和広、漫画家
- 1965年 - 河井英里、歌手（+ 2008年）
- 1965年 - 稲船敬二、ゲームクリエイター
- 1965年 - 腹筋善之介、声優
- 1966年 - クラウディオ・タファレル、元サッカー選手
- 1967年 - 谷川史子、漫画家
- 1967年 - 西村由紀江、作曲家、ピアニスト
- 1967年 - カジヒデキ、シンガーソングライター
- 1967年 - 白石康次郎、海洋冒険家
- 1967年 - 朝霧舞、女優
- 1968年 - 阿部宏美、アナウンサー
- 1968年 - 鶴岡秀子、実業家、著作家
- 1968年 - Kダブシャイン、ヒップホップMC（KGDR）
- 1968年 - 黒崎久志、元サッカー選手、指導者
- 1968年 - 清水宏臣[6]、元プロ野球選手
- 1969年 - 三遊亭鯛好、落語家
- 1969年 - 近藤裕貴、政治家、実業家
- 1969年 - 曙太郎、元大相撲力士、第64代横綱、格闘家（+ 2024年）
- 1970年 - 林家きく姫、落語家
- 1970年 - 平野貴裕、声優
- 1970年 - 渡辺和紀、作詞家、作曲家
- 1970年 - 渡辺未来、作詞家、作曲家
- 1970年 - 高野英樹、囲碁棋士
- 1970年 - 濱地雅一、政治家
- 1970年 - 橋川健、自転車ロードレース選手・指導者
- 1970年 - ルイス・エンリケ、元サッカー選手、指導者
- 1971年 - 橋本清仁、政治家
- 1971年 - バーバラ・ハンニガン、ソプラノ歌手、指揮者
- 1972年 - 野々村芳和、元サッカー選手、第6代日本プロサッカーリーグ理事長
- 1972年 - 春風亭小柳、落語家
- 1972年 - ダレン・ヘイズ、シンガーソングライター
- 1973年 - 赤坂晃、俳優、元アイドル（元光GENJI）
- 1973年 - 荒川弘、漫画家
- 1973年 - 鈴木マサカズ、漫画家
- 1973年 - 中田有紀、アナウンサー
- 1973年 - 富岡久貴、元プロ野球選手
- 1973年 - 張智成（ゼット・チャン）、歌手
- 1975年 - 柴田剛、映画監督
- 1975年 - 月船さらら、女優
- 1975年 - 黒瀬純、お笑い芸人（パンクブーブー）
- 1975年 - エンリケ・イグレシアス、歌手
- 1976年 - 幸村誠、漫画家
- 1976年 - 山田貢士、俳優、モデル
- 1976年 - 樋口あかり、声優
- 1976年 - 張替智広、ミュージシャン（キンモクセイ、HALIFANIE）
- 1976年 - 池野昌之、元プロ野球選手
- 1977年 - たかはし智秋、声優（Aice5）
- 1977年 - 北村允志、声優
- 1977年 - 迫井深也、元サッカー選手、指導者
- 1978年 - 佐藤敦之、元陸上競技選手
- 1978年 - 池田めぐみ、アナウンサー
- 1978年 - ルシオ、サッカー選手
- 1979年 - 一條俊、俳優
- 1980年 - 星野八千穂、元プロ野球選手
- 1980年 - 吉本亮、元プロ野球選手
- 1980年 - 星野貴紀、声優
- 1981年 - アルフレド・サイモン、プロ野球選手
- 1981年 - アンドレア・バルツァッリ、元サッカー選手
- 1981年 - 金明輝、元サッカー選手
- 1981年 - 美勇士、ミュージシャン
- 1982年 - 新井麻希、アナウンサー
- 1982年 - 高橋健介、フットサル選手
- 1982年 - ブアカーオ・ポー.プラムック、ムエタイボクサー
- 1982年 - エイドリアン・ゴンザレス、元プロ野球選手
- 1983年 - ダマソ・エスピーノ、プロ野球選手
- 1983年 - NAOTO、ミュージシャン（ORANGE RANGE）
- 1984年 - 井尚美、グラビアアイドル
- 1984年 - デヴィッド・キング、フィギュアスケート選手
- 1984年 - 山本山龍太、元大相撲力士
- 1985年 - 宮崎真汐、スポーツライター、元女優
- 1985年 - 青木亜希、元ファッションモデル
- 1985年 - 日丸屋秀和、漫画家
- 1985年 - 藤井ゆきよ、声優
- 1985年 - 高橋翼、元騎手
- 1986年 - 佐藤聡美、声優
- 1986年 - 三谷たくみ、歌手
- 1986年 - 藤田優人、サッカー選手
- 1987年 - 工藤“red”玲央、キックボクサー
- 1987年 - 安藤成子、実業家、元タレント
- 1988年 - リーズ・ドゥ・ラ・サール、ピアニスト
- 1988年 - レッスン祐輝[7]、お笑い芸人
- 1989年 - 伊藤隼太、元プロ野球選手
- 1989年 - ディネシュ・パテル、元プロ野球選手
- 1989年 - 渡辺健太、アナウンサー
- 1989年 - 宇宙まお、シンガーソングライター
- 1990年 - 寺西加織、グラビアアイドル
- 1990年 - 風間緑、バスケットボール選手
- 1990年 - 紫雷イオ、プロレスラー
- 1990年 - 尾崎直輝、高校野球指導者
- 1990年 - 谷一歩、女優
- 1990年 - 黒澤はるか、女優
- 1990年 - ニコラス・フェルナンデス、フィギュアスケート選手
- 1991年 - アネタ・ミハウェク、フィギュアスケート選手
- 1991年 - 石井優希、バレーボール選手
- 1991年 - 瀧川ありさ、シンガーソングライター
- 1991年 - ヤニス・オージンシュ、プロアイスホッケー選手
- 1992年 - 井上希美、ミュージカル俳優
- 1992年 - 清水一輝、俳優
- 1993年 - 大塚健太、ラグビー選手
- 1993年 - 大橋雅貴（英語版）、フィールドホッケー選手
- 1993年 - 潰滝大記、陸上選手
- 1993年 - Miyuu、ミュージシャン
- 1993年 - 川上竜平、元プロ野球選手
- 1993年 - 大澤玲美、元グラビアアイドル
- 1994年 - 笠原彰人、俳優
- 1994年 - 金光みり愛、モデル、インフルエンサー
- 1994年 - 鈴木潤、フィギュアスケート選手
- 1994年 - 陳子見、アナウンサー、プレゼンター、YouTuber
- 1995年 - 井上愛里沙、バレーボール選手
- 1995年 - 栃木渡、陸上競技選手
- 1996年 - 伊藤将司、プロ野球選手
- 1996年 - 吉倉千晴、元アイドル（元はっぴっぴ）
- 1997年 - 髙橋純平、プロ野球選手
- 1997年 - 藤ヶ崎矢子、プロレスラー
- 1997年 - 今田萌、女優、元アイドル
- 1998年 - 藤嶋健人、プロ野球選手
- 1998年 - 神林勇太、陸上選手
- 1998年 - 冨田有紀、アナウンサー
- 1998年 - 春日彩香、グラビアアイドル
- 1998年 - 髙橋颯、歌手、俳優
- 1998年 - 鈴木ゆうは、女優、ピアニスト
- 2000年 - 三好杏依、女優、モデル
- 2000年 - 奈良間大己、プロ野球選手
- 2000年 - サンドロ・トナーリ、サッカー選手
- 2001年 - 影山優佳、タレント、女優、元アイドル（元日向坂46）
- 2001年 - 三木直土、サッカー選手
- 2002年 - 島田芽依[8]、サッカー選手
- 2002年 - 丈太郎、俳優
- 2002年 - 森脇梨々夏、タレント
- 2003年 - 尾木波菜、アイドル（≠ME）
- 2004年 - 名波海紅、女優
- 2005年 - オリバー・ベアマン、レーシングドライバー
- 2007年 - ヘスス・メイド、プロ野球選手
- 2009年 - 石田星空、子役
- 生年不詳 - 橘梨矢、女優
- 生年不詳 - 未来優希、女優
- 生年不詳 - Faylan、歌手
- 生年不詳 - セントチヒロ・チッチ、アイドル（元BiSH）
- 生年不詳 - すみれこ、モデル
- 生年不詳 - 伊東久美子、声優
- 生年不詳 - 菊池紗矢香、声優
- 生年不詳 - 伊藤誠、アニメプロデューサー
- 生年不詳 - 海月れおな、漫画家

### 人物以外（動物など）
- 1991年 - サクラローレル、競走馬、種牡馬（+ 2020年）
- 2009年 - ディープブリランテ、競走馬、種牡馬
- 2022年 - クリノメイ、競走馬

## 忌日

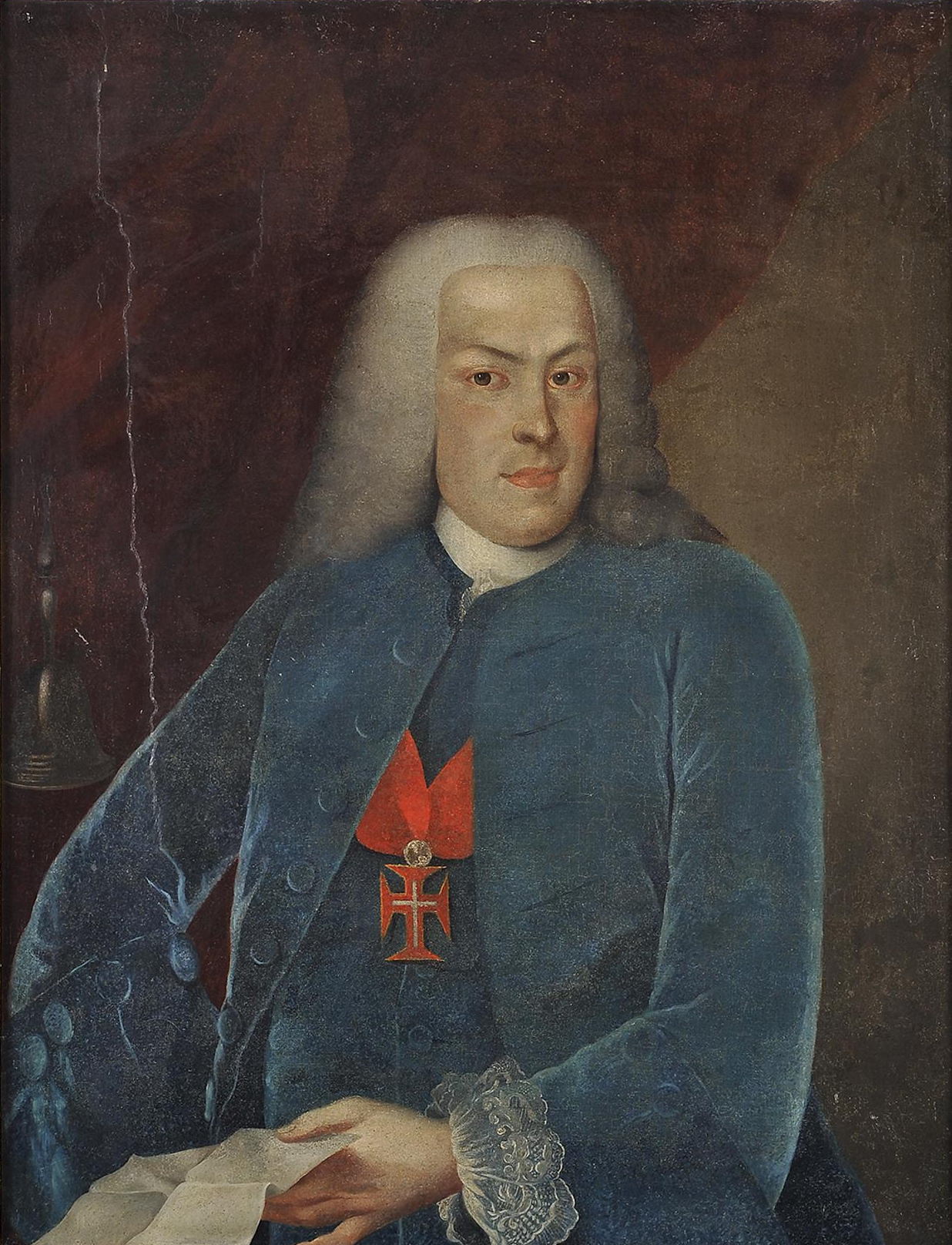
ポルトガルの政治家ポンバル侯爵セバスティアン・デ・カルヴァーリョ(1699-1782)没。

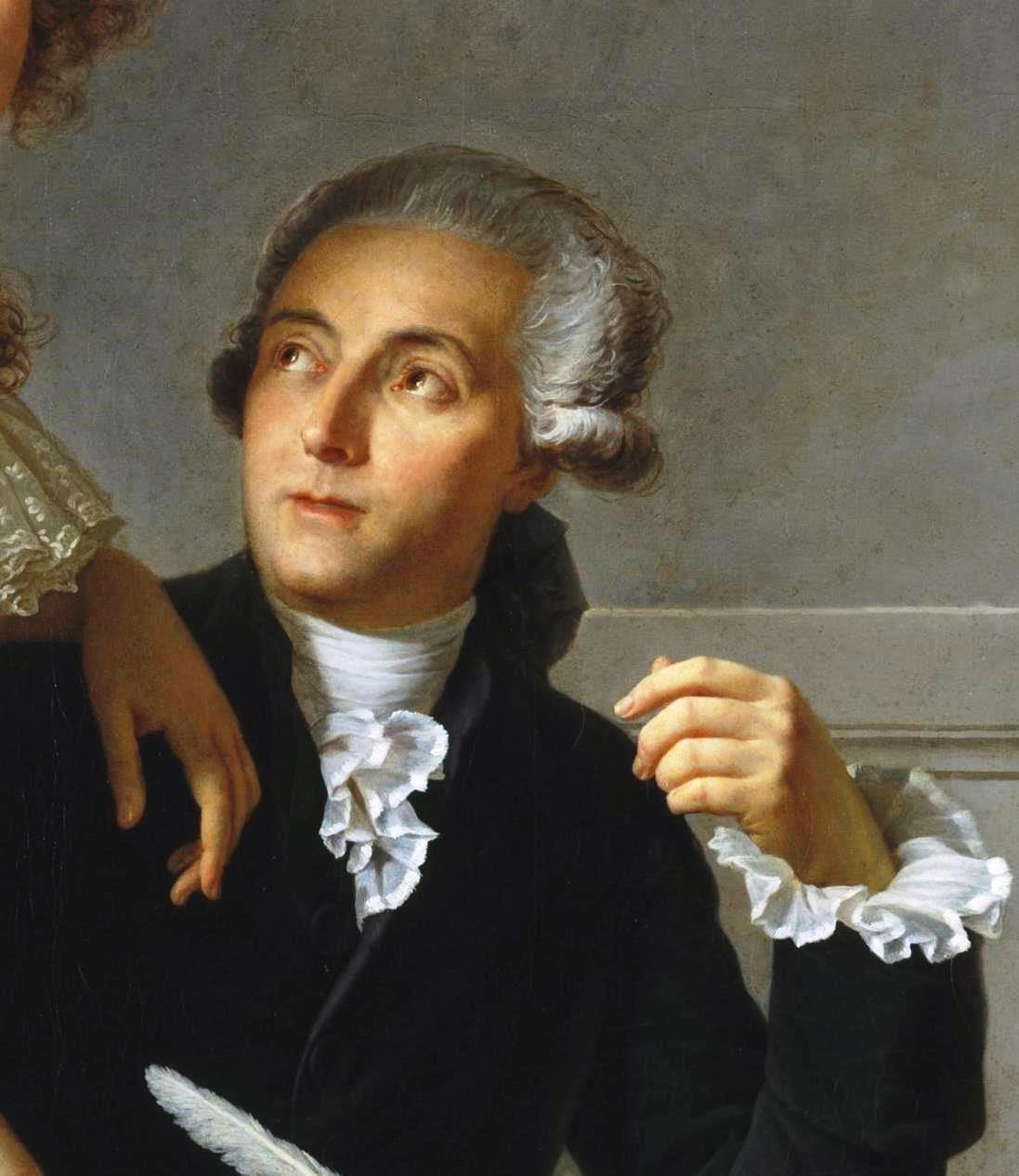
化学者アントワーヌ・ラヴォアジエ(1743-1794)刑死。

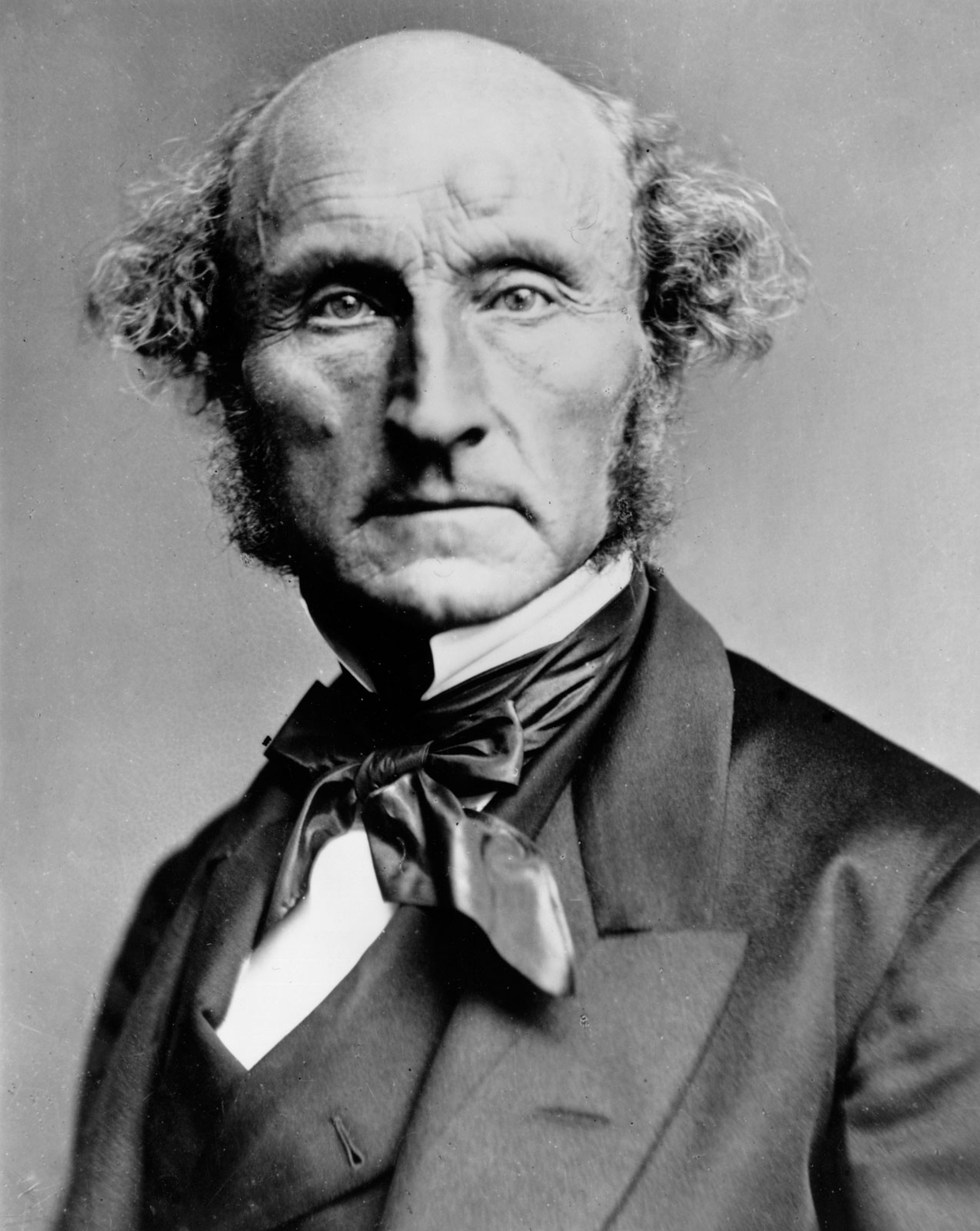
経済学者ジョン・スチュアート・ミル(1806-1873)没。

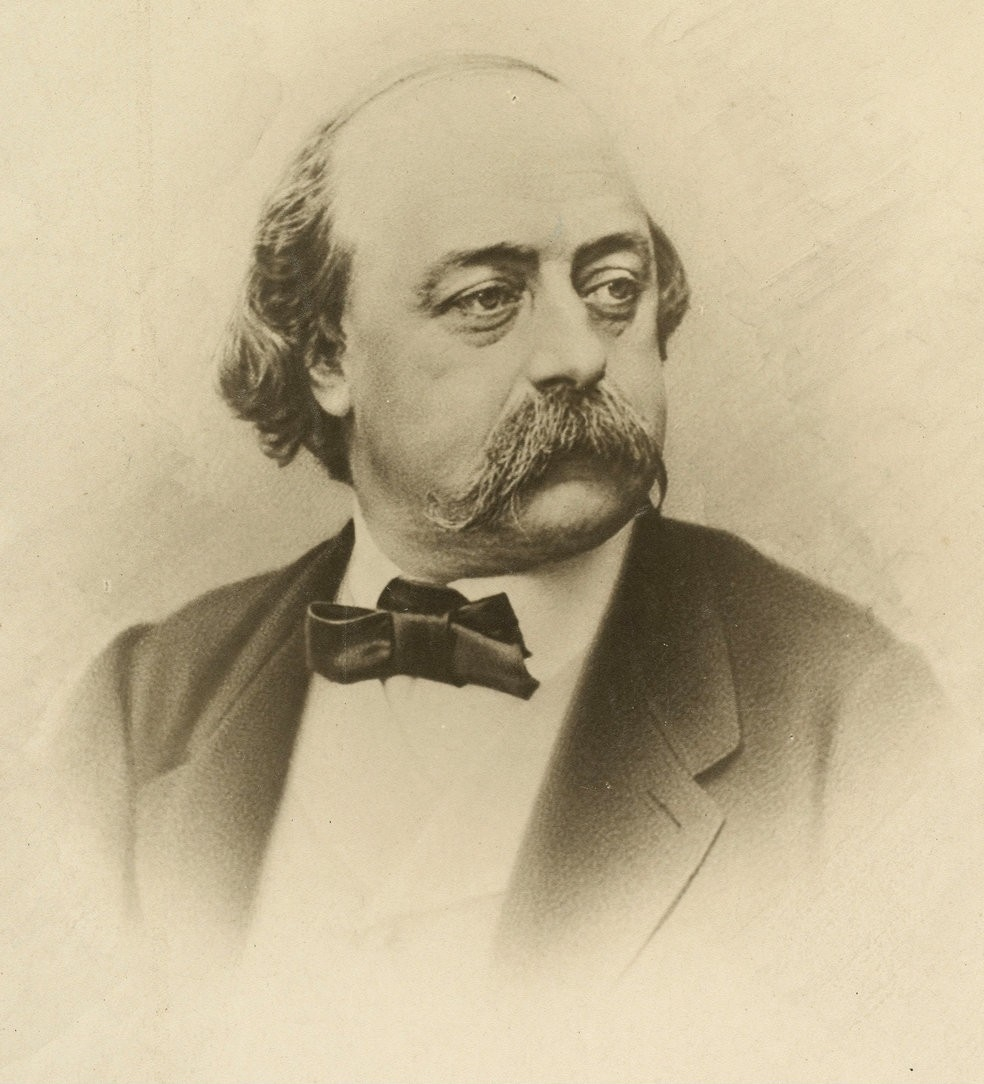
作家ギュスターヴ・フローベール(1821-1880)没。

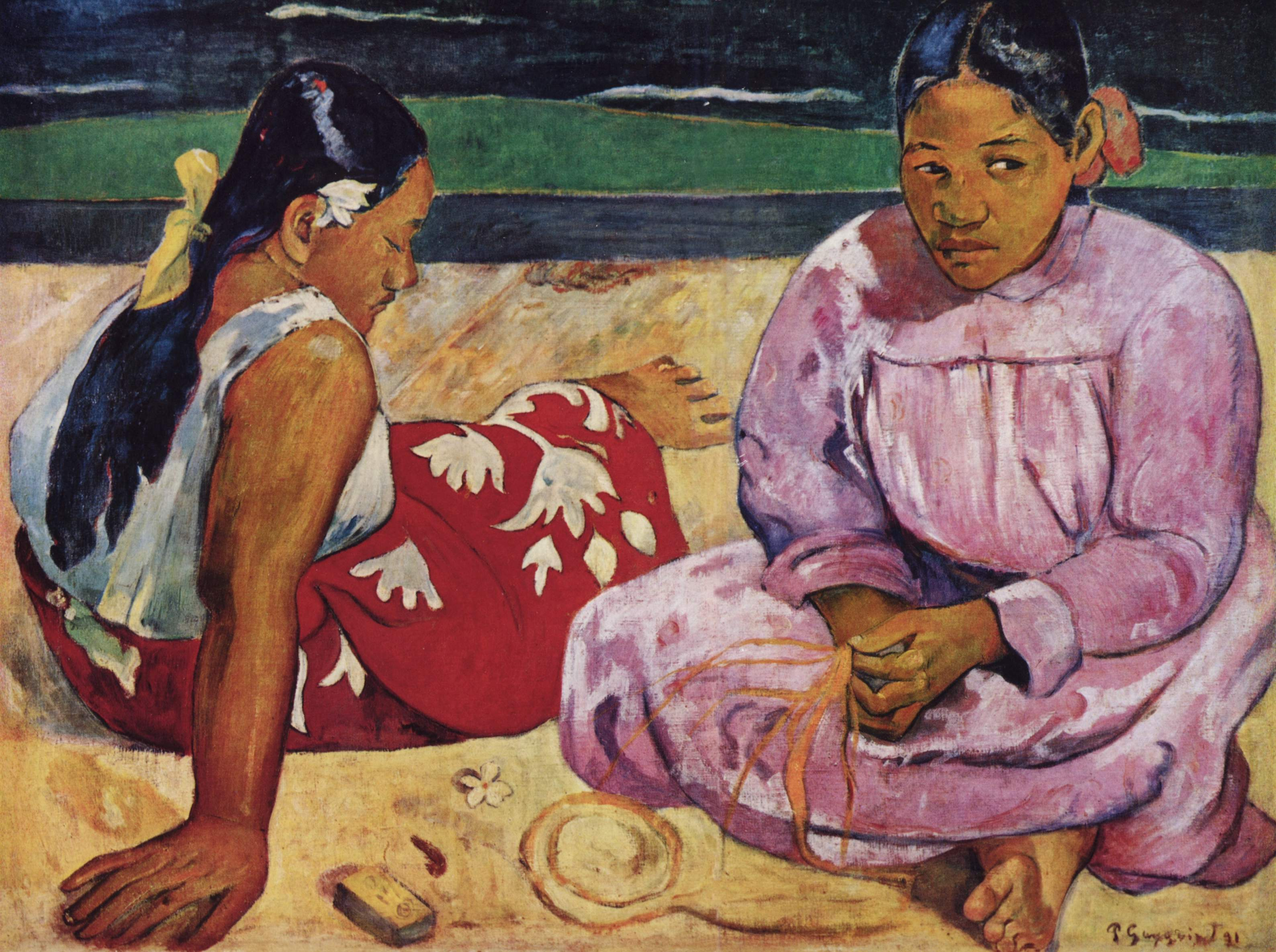
ポール・ゴーギャン(1848-1903)没。画像は『タヒチの女（浜辺にて）』1891年（オルセー美術館）

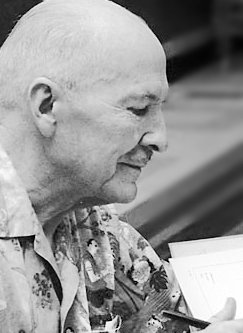
SF作家ロバート・A・ハインライン(1939-1988)没。

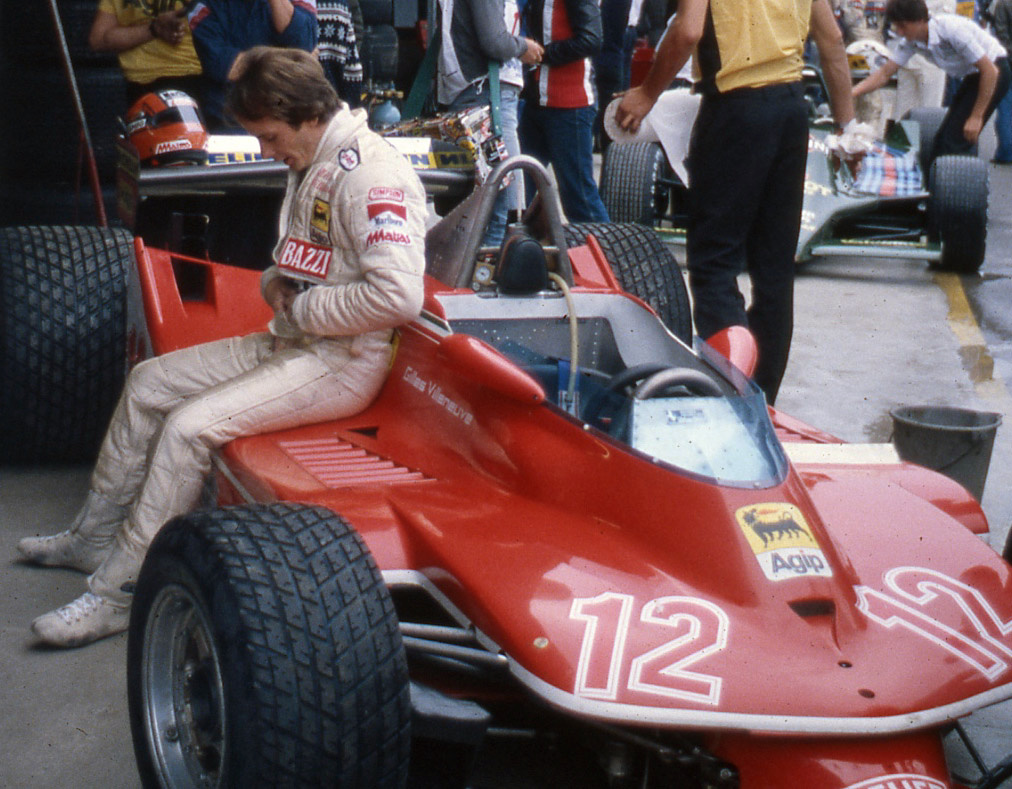
F1ドライバー、ジル・ヴィルヌーヴ(1950-1982)没。

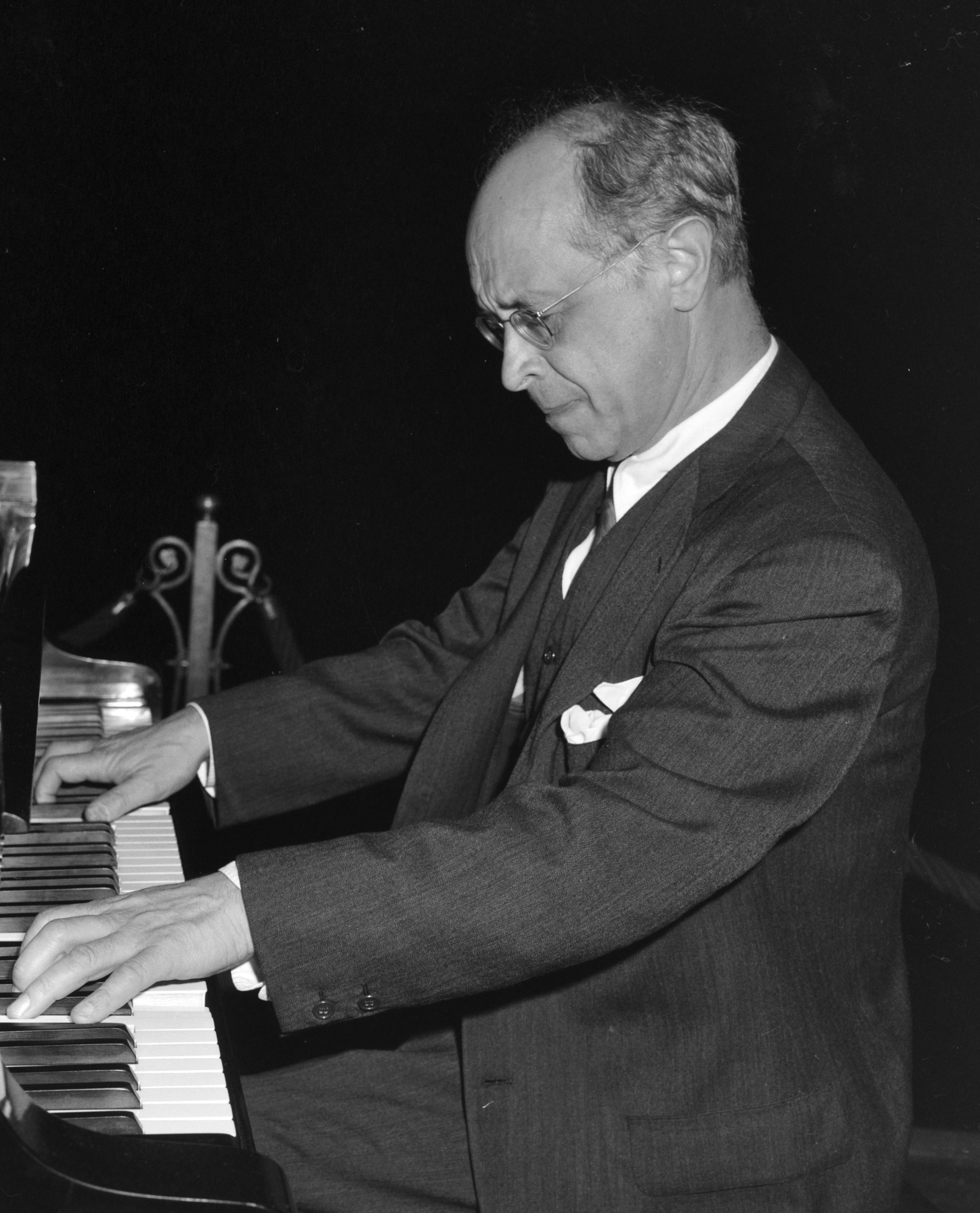
ピアニストルドルフ・ゼルキン(1903-1991)没。

- 1733年 - ベルナール・ピカール、挿絵画家、版画家（* 1673年）
- 1778年 - ローレンツ・クリストフ・ミツラー、医師、歴史家、出版者、数学者、作曲家（* 1711年）
- 1782年 - ポンバル侯爵セバスティアン・デ・カルヴァーリョ、ポルトガルの廷臣（* 1699年）
- 1785年 - ピエトロ・ロンギ、画家（* 1701年）
- 1785年 - エティエンヌ・フランソワ・ド・ショワズール、フランス外相・陸相・海相（* 1719年）
- 1788年 - ジョヴァンニ・アントニオ・スコポリ、医師、博物学者（* 1723年）
- 1793年 - タデウシュ・クンツェ、画家（* 1720年）
- 1794年 - アントワーヌ・ラヴォアジエ、化学者（* 1743年）
- 1828年 - クリスチャン・ロレンツェン、画家（* 1749年）
- 1829年 - マウロ・ジュリアーニ、ギタリスト、作曲家（* 1781年）
- 1842年 - ジュール・デュモン・デュルヴィル、探検家（* 1790年）
- 1859年 - ホセ・デ・マドラーソ、画家、版画家、元プラド美術館館長（* 1781年）
- 1873年 - ジョン・スチュアート・ミル、思想家、経済学者（* 1806年）
- 1880年 - ギュスターヴ・フローベール、小説家（* 1821年）
- 1885年 - パヴェル・クシーシュコフスキー、作曲家（* 1820年）
- 1891年 - ブラヴァツキー夫人、オカルティスト（* 1831年）
- 1902年 - ポール・メルワール、画家（* 1855年）
- 1903年 - ポール・ゴーギャン、画家（* 1848年）
- 1904年 - エドワード・マイブリッジ、写真家（* 1830年）
- 1905年 - 小野義眞、実業家、第3代日本鉄道会社社長（* 1839年）
- 1914年 - アーサー・カミング、フィギュアスケート選手（* 1889年）
- 1927年 - シャルル・ナンジェッセ、フランス空軍のエース・パイロット（* 1883年）
- 1932年 - エレン・センプル、地理学者（* 1863年）
- 1936年 - オスヴァルト・シュペングラー、哲学者、歴史学者（* 1880年）
- 1940年 - 上田貞次郎、経済学者（* 1879年）
- 1942年 - 八田與一、土木水利技術者（* 1886年）
- 1944年 - エセル・スマイス、作曲家（* 1858年）
- 1950年 - 相馬御風、詩人、作詞家、歌人（* 1883年）
- 1952年 - ウィリアム・フォックス、映画プロデューサー、フォックス・フィルム設立者（* 1879年）
- 1960年 - ヒューゴ・アルヴェーン、音楽家（* 1872年）
- 1961年 - ライオン野口、プロボクサー、元日本ウェルター級王者（* 1908年）
- 1964年 - 野村吉三郎、海軍軍人、外交官（* 1877年）
- 1964年 - 志方益三、化学者（* 1895年）
- 1967年 - エルマー・ライス、脚本家（* 1892年）
- 1968年 - 小沢佐重喜、弁護士、政治家、第10代建設大臣、初代郵政大臣、初代電気通信大臣、第54代逓信大臣、第11代運輸大臣（* 1898年）
- 1972年 - 中村雨紅、詩人、童謡作家（* 1897年）
- 1972年 - 伊東深水、日本画家（* 1898年）
- 1974年 - 入江稔夫、水泳選手（* 1911年）
- 1975年 - アベリー・ブランデージ、第5代国際オリンピック委員会会長（* 1887年）
- 1979年 - タルコット・パーソンズ、社会学者（* 1902年）
- 1980年 - 東山千栄子、女優（* 1890年）
- 1982年 - 瀬木三雄、医学博士、元瀬木学園（現 愛知みずほ大学等）理事長（* 1908年）
- 1982年 - ジル・ヴィルヌーヴ、F1ドライバー（* 1950年）
- 1984年 - 岩谷真哉、俳優（* 1961年）
- 1985年 - シオドア・スタージョン、SF作家（* 1918年）
- 1988年 - ロバート・A・ハインライン、SF作家（* 1907年）
- 1990年 - 内藤雋輔、東洋史学者、岡山大学名誉教授（* 1896年）
- 1991年 - ルドルフ・ゼルキン、ピアニスト（* 1903年）
- 1993年 - 鈴木啓蔵、政治家、元山形県上山市長（* 1910年）
- 1993年 - アヴラム・デイヴィッドスン、SF作家、推理作家、編集者（* 1923年）
- 1994年 - ジョージ・ペパード、俳優（* 1928年）
- 1995年 - テレサ・テン、歌手（* 1953年）
- 1996年 - ガース・ウィリアムズ、イラストレーター教育評論家
- 1997年 - 遠藤豊吉、教育評論家（* 1924年）
- 1998年 - 黒岩保美、鉄道イラストレーター、写真家、工業デザイナー、編集者（* 1921年）
- 1999年 - ダーク・ボガード、俳優、作家（* 1921年）
- 1999年 - ダナ・プラトー、女優（* 1964年）
- 2002年 - 加藤艮六、医師、元三重県伊勢市長（* 1911年）
- 2004年 - 青地球磨男、元陸上競技選手（* 1914年）
- 2005年 - 野田武義、政治家、元岩手県釜石市長（* 1927年）
- 2006年 - 小川マリ、洋画家（* 1901年）
- 2006年 - 竹元勝雄、元プロ野球選手（* 1926年）
- 2007年 - 栽弘義、高校野球指導者（* 1941年）
- 2008年 - 中村康隆、浄土宗僧侶、知恩院第86世門跡、元大正大学学長（* 1906年）
- 2008年 - 伏見康治、物理学者、政治家、名古屋大学名誉教授、大阪大学名誉教授（* 1909年）
- 2008年 - エディ・アーノルド、歌手、俳優、司会者（* 1918年）
- 2008年 - フランソワ・ステルシェル、サッカー選手（* 1982年）
- 2009年 - ドム・ディマジオ、プロ野球選手（* 1917年）
- 2009年 - 藤沢秀行、囲碁棋士、名誉棋聖（* 1925年）
- 2010年 - 島野修、元プロ野球選手、スーツアクター（* 1950年）
- 2011年 - コーネル・デュプリー、ミュージシャン（* 1942年）
- 2011年 - ライオネル・ローズ、ボクサー、元WBA・WBC世界バンタム級王者（* 1948年）
- 2012年 - 大谷洌子、声楽家、ソプラノ歌手（* 1919年）
- 2012年 - 佐野實、実業家、ニプロ創業者（* 1926年）
- 2012年 - モーリス・センダック、絵本作家（* 1928年）
- 2014年 - 三好秀男、陸軍軍人、陸上自衛官、第12代陸上幕僚長（* 1920年）
- 2014年 - ロジャー・イーストン、科学者（* 1921年）
- 2014年 - レツゴーじゅん、漫才師（レツゴー三匹）（* 1945年）
- 2016年 - 今堀和友、生化学者、東京大学名誉教授（* 1920年）
- 2016年 - 近角聰信、物理学者、東京大学名誉教授（* 1922年）
- 2017年 - アラン・メルツァー、経済学者（* 1928年）
- 2018年 - 捧賢一、実業家、コメリ創業者（* 1933年）
- 2018年 - 山岸俊男、社会心理学者、北海道大学名誉教授（* 1948年）
- 2018年 - 小笠原明男、芸能プロモーター、元A-team社長（* 1956年）
- 2018年 - 黒岩よしひろ、漫画家（* 1962年）
- 2019年 - 杉谷昭子、ピアニスト（* 1943年）
- 2019年 - 室田武、経済学者、エコロジスト、同志社大学名誉教授（* 1943年）
- 2019年 - 島田三郎、政治家（* 1956年）
- 2020年 - 永澤満、高分子物性学者、名古屋大学名誉教授、豊田工業大学名誉学長（* 1923年）
- 2020年 - 紅山雪夫、旅行作家（* 1927年）
- 2020年 - 笑福亭鶴志、落語家（* 1955年）
- 2021年 - カーティス・フラー、ジャズトロンボーン奏者（* 1932年）
- 2021年 - ロナルド・イングルハート 、政治学者（* 1934年）
- 2021年 - 李漢東、政治家、第33代大韓民国首相（* 1934年）
- 2021年 - ヘルムート・ヤーン、建築家（* 1940年）
- 2021年 - スペンサー・シルバー、化学者、発明家（* 1941年）
- 2021年〈遺体発見日〉 - ファン・ホセ・グスマン、プロボクサー、第2代WBA世界ジュニアフライ級王者（* 1951年）
- 2022年 - マリア・グサコワ、クロスカントリースキー選手、1960年スコーバレー五輪金メダリスト（* 1931年）
- 2022年 - レイ・スコット、釣り師（* 1933年）
- 2022年 - 長谷川英憲、政治家（* 1938年）
- 2022年 - 金芝河、詩人、思想家（* 1941年）
- 2022年 - 二代目東家浦太郎、浪曲師、元日本浪曲協会会長（* 1942年）
- 2022年 - フレッド・ウォード、俳優（* 1942年）
- 2022年 - 井出彰、編集者、実業家、エッセイスト、小説家、元図書新聞代表（* 1943年）
- 2022年 - デニス・ウォーターマン、俳優（* 1948年）
- 2022年 - 来賀友志、漫画原作者、元雑誌編集者（* 1956年）
- 2023年 - 武者野勝己、将棋棋士（* 1954年）
- 2024年 - 佐々木吉夫[9]、実業家、福さ屋創業者（* 1933年）
- 2024年 - 棚網基己、実業家、元幻冬舎会長（* 1950年）
- 2024年 - 柳宣宏、歌人、教育者（* 1953年）
- 2024年 - アート・ジマーソン、プロボクサー、武道家（* 1963年）

## 記念日・年中行事

ヨーロッパ戦勝記念日。画像は1945年5月8日、群集にVサインするウィンストン・チャーチル

- 世界赤十字デー（ 世界）
1948年にストックホルムで開催された第20回赤十字社連盟理事会で決定。5月8日が赤十字社の創設者、アンリ・デュナンの誕生日であることから。
- ヨーロッパ戦勝記念日・VE (Victory in Europe) デー
1945年5月7日にドイツが第二次世界大戦の降伏文書に調印して連合国がヨーロッパにおいて勝利し、5月8日をもってヨーロッパにおける全ての戦闘が中止されたことを記念。
- 第二次世界大戦中に命を失った全ての人に追悼を捧げる日（ 世界、- 5月9日）
2004年の国連総会にて制定。5月8日・9日のいずれかまたは両日に、第二次世界大戦で命を失った人々全てに追悼を捧げるよう、国連加盟国、国連諸機関、NGOおよび全ての人に対し要請している。
- 八田與一の慰霊祭（ 台湾）
烏山頭ダムを建設した日本人土木技師八田與一の命日に毎年行われる[10]。
- ゴーヤーの日（ 日本）
沖縄県とJA沖縄経済連が1997年に制定。「ゴー(5)ヤー(8)」の語呂合せと、沖縄県では5月を境にしてゴーヤー（ニガウリ）の出荷量が増えることから。
- 松の日（ 日本）
日本の松を守る会が1989年に制定。1981年のこの日に、初めて同会の全国大会が開催されたことを記念[11]。
- 両親の日（ 韓国）
1956年から「母の日」として実施していたが、1973年から「両親の日」としている。
- 声の日（ 日本）
声総研が2011年に制定。この日、渋い声代表、江守徹、中尾彬のモテ声対決によって制定を記念したセレモニーが行われた[12]。